# Rekordny (destroyer)
Le Anshan (101) (en chinois : 鞍山)  est un destroyer de classe Anshan de la marine de l'Armée populaire de libération (PLAN). Il s'agit de l'ancien destroyer soviétique Rekordniy (Рекордный)  de classe Gnevny (Project 7).

## Historique
Il a été construit au chantier naval de Mykolaïv Black Sea Shipyard et au Dalzavod (en) à Vladivostok pour être lancé le 6 avril 1939. Il a été mis en service le 9 janvier 1941 au sein de la flotte du Pacifique.
Il a été vendu à la Chine par l'Union soviétique en 1955 et a été reçu à Qingdao le 28 juin 1955. Il a été nommé  Anshan le 6 juillet. En 1970, sa modernisation a été effectuée par l'ajout de deux missiles anti-navires pour devenir un destroyer à missiles guidés.

## Préservation
En 1992, le Anshan a été retiré du service actif et est devenu un navire musée dans la ville de Qingdao.

## Galerie

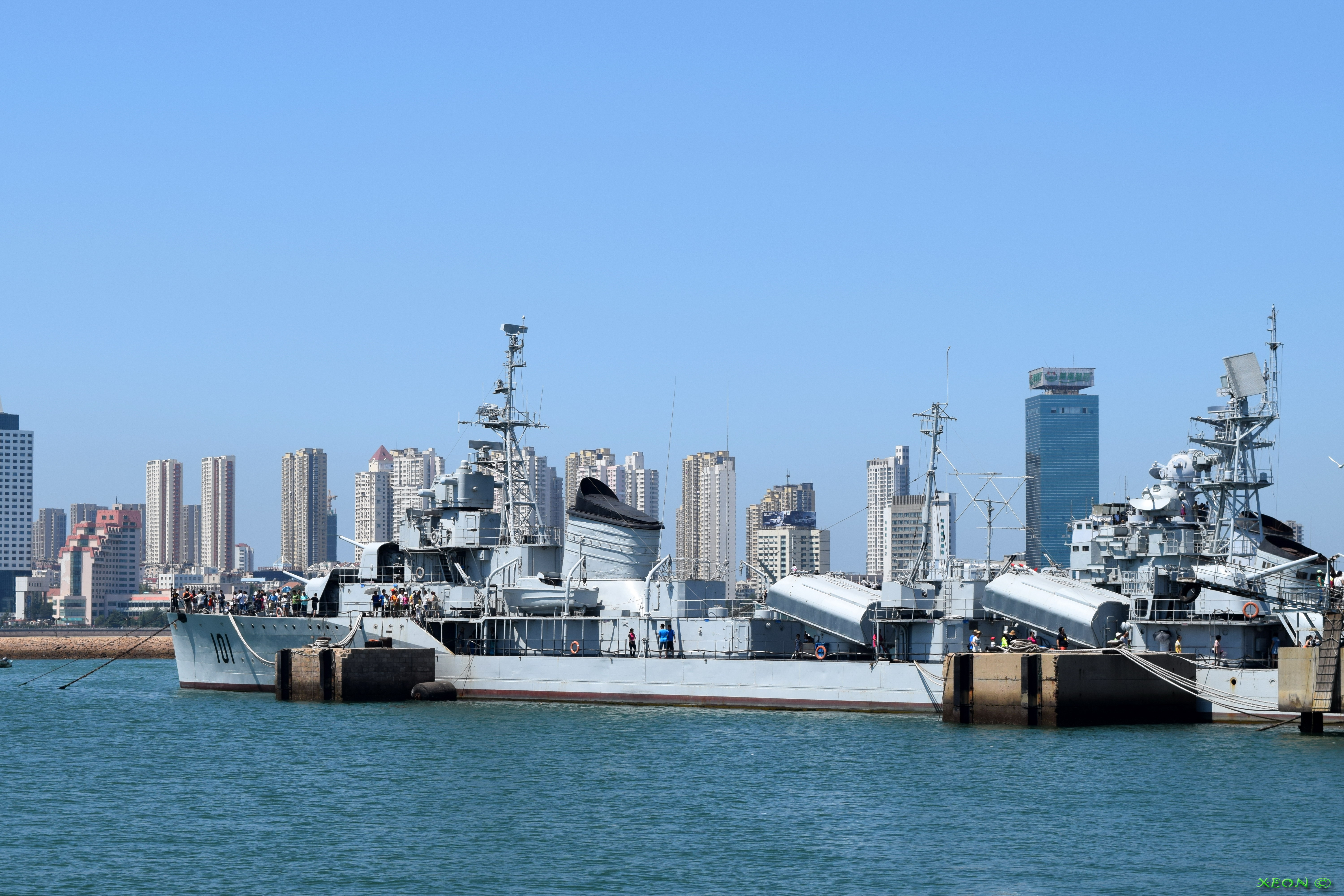
Naval Museum
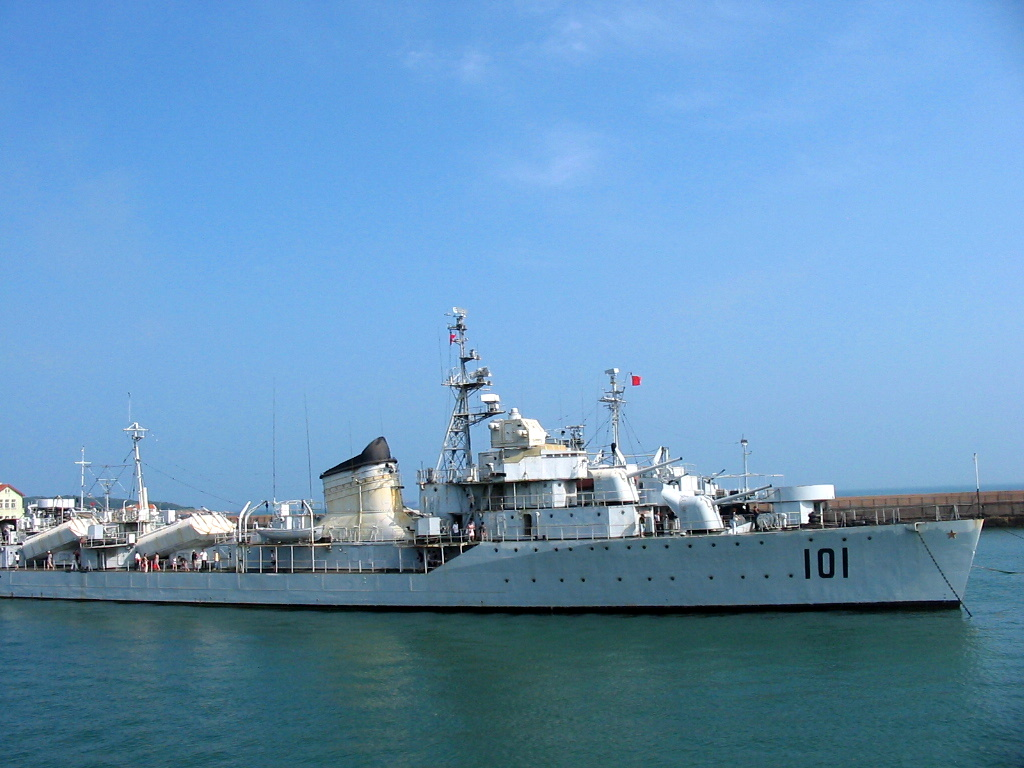
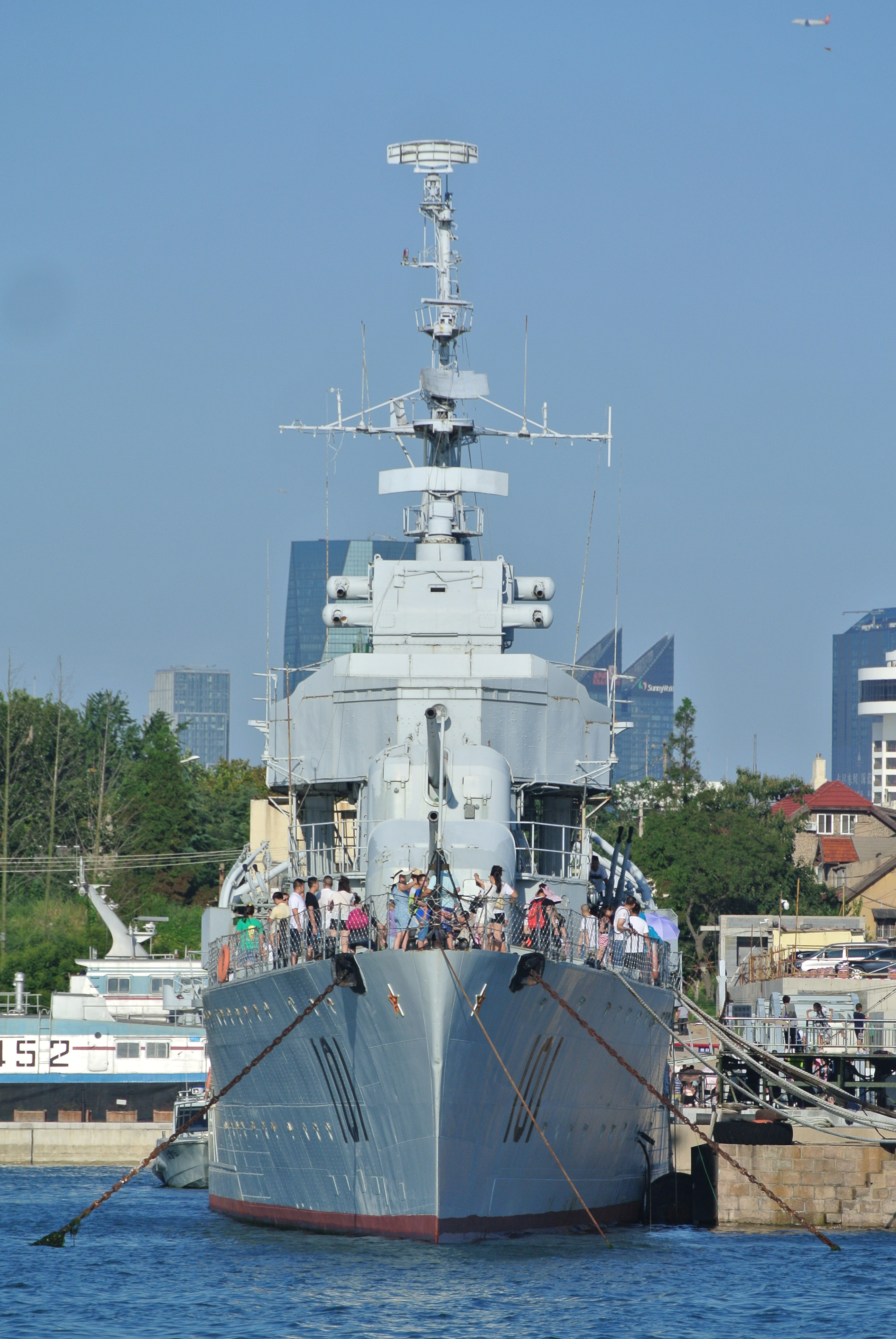